# Riksdagen 1719
Riksdagen 1719 hölls i Stockholm.
Den 15 december 1718 utgick kallelse till ständerna att den 20 januari 1719 infinna sig till riksdag i Stockholm. I riksdagskallelsen meddelade drottning Ulrika Eleonora att hon i kraft av arvsrätten bestigit Sveriges tron efter Karl XII:s död, men att hon önskade "alldeles afskaffa den så kallade suveräneteten och sätta riksens styrelse uti dess gamla skick och väsende igen". Vid ett förberedande möte innan riksdagen beslöt ständerna att inte erkänna Ulrika Eleonora som regerande drottning, utan enbart som svensk prinsessa och hessisk arvprinsessa, till dess riksdagen korat henne till drottning. Till dess skulle alla hennes åtgärder anses ogiltiga, såvida inte ständerna bekräftat dem. Detta berodde på att ständerna ville få bort det kungliga enväldet. Därför ansågs inte heller riksdagskallelsen från 1718 giltig, utan 1719 års riksdag betraktades som en fortsättning på den senaste riksdagen, som inte formellt avslutats 1714. Därmed utgick de vanliga högtidligheterna med hälsningstal och riksdagspredikan. Till ridderskapet och adelns talman (lantmarskalk) hade Ulrika Eleonora utsett Per Ribbing, men eftersom riksdagen ännu inte erkände henne som drottning, anmälde Ribbing detta till adeln och frågade om de ville erkänna honom som lantmarskalk, vilket bifölls. På lantmarskalkens framställning beslöts den 22 januari att betrakta riksdagen som en fortsättning från 1714. Talmän utöver lantmarskalken var ärkebiskopen Mattias Steuchius för prästeståndet, justitieborgmästaren i Stockholm Anders von Hyltéen för borgarståndet samt Hans Staffansson från Bro härad i Uppland för bondeståndet. Ribbing avled hastigt den 14 april, och i hans ställe valdes Anders Leijonstedt till lantmarskalk redan den 15 april.
Riksdagen beslöt den 23 januari 1719 att välja Ulrika Eleonora till Sveriges drottning. Den 21 februari antogs också en ny regeringsform, varigenom det kungliga enväldet slutligen avskaffades. Drottningen kröntes sedan i Uppsala den 17 mars och hyllades i Stockholm den 11 april.
Sedan ständerna genom den nya regeringsformen angett riktlinjerna för Sveriges styrelse övergick de till att återställa samhällsskicket så som det varit före det stora nordiska kriget. Den ena efter den andra av de senaste årens "skadliga nyheter" avskaffades, främst upphandlingsdeputationen och kontributionsränteriet. Den svåraste uppgiften att lösa var dock den ekonomiska. Landet dignade under en skuldbörda av 60–70 miljoner daler silvermynt. Nära hälften bestod av nödmynt. En sådan summa kunde det utarmade landet omöjligt betala. Därför blev nödmyntet nu nedsatt till hälften av sitt namnvärde – trots starka protester från bondeståndet, som varnade för att detta skulle ruinera allmogen.
Riksdagen avslutades den 30 maj 1719.

## Riksdagsmän
- Borgarståndets ledamöter vid riksdagen 1719

### Fotnoter
1. ↑  Grimberg, Carl. ”391 (Svenska folkets underbara öden / V. Karl XII:s tid från 1710 samt den äldre frihetstiden 1709-1739)”. runeberg.org. https://runeberg.org/sfubon/5/0403.html. Läst 30 april 2021.